# Marienhospital Bottrop
Das Marienhospital Bottrop ist ein Krankenhaus an der Josef-Albers-Straße 70 in Bottrop.

## Einrichtung
Die Klinik verfügt über 310 Betten, 9 Fachkliniken und 2 Belegabteilungen. Dazu zählen eine Neugeborenen-Intensivstation, eine Abteilung für Colo-Proktologie, ein Endoprothetikzentrum, ein Gynäkologisches Krebszentrum, Brustkrebszentrum, Alterstraumazentrum. Im Krankenhaus sind etwa 750 Mitarbeiter tätig. Jährlich werden 16.000 Patienten stationär und rund 42.000 Patienten ambulant behandelt.

## Geschichte
Die erste Klinik wurde 1868 durch Pfarrer Carl Englert (Kirchengemeinde St. Cyriakus) gegründet. Sie verfügte über 20 Betten.
Das zweite Hospital mit 60 Betten wurde 1898 eingeweiht. Die letzte Erweiterung auf 330 Betten erfolgte 1914.
Ein drittes Marienhospital wurde 1929 am heutigen Standort am Randebrock errichtet.